# Kōda Rohan
Pour les articles homonymes, voir Koda et Rohan.
Kōda Rohan est un nom japonais traditionnel ; le nom de famille (ou le nom d'école), Kōda, précède donc le prénom (ou le nom d'artiste).
Kōda Rohan (幸田 露伴), 23 juillet 1867 à Shitaya, Edo, à présent Tokyo – 30 juillet 1947 à Ichikawa, est le nom d'auteur de l'écrivain japonais Kōda Shigeyuki (幸田 成行). Sa fille, Aya Kōda, est également une écrivain reconnue qui a souvent écrit sur lui.
Rohan a écrit Le Bouddha d'amour en 1889. Une maison (Kagyu-an ou « ermitage de l'escargot ») dans laquelle a vécu Kōda a été reconstruite en 1972 au Meiji mura. Rohan est une des premières personnes distinguées de l'Ordre de la Culture lorsque celui-ci est établi en 1937.

## Biographie
Rohan est originaire du district de Kanda à Tokyo. Il est le fils de Kōda Shigenobu (1839?--1914) et de Kōda Yū (1842?-1919), dont le père, Kōda Ritei, était un fonctionnaire samouraï au service d'un shogun local. Le nom d'enfance de Rohan est Tetsushiro (« shiro » indiquant le quatrième fils) Shigeyuki.
Il étudie les classiques chinois et la littérature bouddhiste en autodidacte. Il travaille à l'âge de 15 ans comme télégraphiste à Hokkaidō, mais retourne à Tokyo après deux ans. Il y occupe plus tard un poste d'assistant temporaire à l'université, et travaille aussi depuis 1889 à la rédaction du journal Yomiuri Shimbun.

## Liste des œuvres traduites en français
- 1889-1892 : La Pagode à cinq étages et autres récits (contient cinq récits : Le Bouddha d'amour ; Face au crâne ; Venimeuses lèvres de corail ; La Lettre cachetée ; La Pagode à cinq étages), traduit par Nicolas Mollard, Les Belles Lettres, 2009.

## Sources de la traduction
- (de)/(en) Cet article est partiellement ou en totalité issu des articles intitulés en allemand « Kōda Rohan » (voir la liste des auteurs) et en anglais « Kōda Rohan » (voir la liste des auteurs).
- Notices d'autorité :   - VIAF
  - ISNI
  - BnF (données)
  - IdRef
  - LCCN
  - GND
  - Japon
  - CiNii
  - Espagne
  - Pays-Bas
  - Pologne
  - Israël
  - NUKAT
  - Norvège
  - Lettonie
  - Corée du Sud
  - WorldCat